# Sinémurien
Stratigraphie
Hettangien Pliensbachien
Paléogéographie et climat
Le Sinémurien est un étage du Jurassique inférieur (Lias). Il s'étend de 199,5 ± 0,3 Ma à 192,9 ± 0,3 Ma, précédé par l'Hettangien et suivi par le Pliensbachien. Sa durée est donc d'environ 7 millions d'années.

## Historique et étymologie
Le nom de Sinémurien a été donné à tout l’ensemble du Lias inférieur par le naturaliste et paléontologue français Alcide d'Orbigny en 1849, à partir d'affleurements situés à proximité de la petite ville de Semur-en-Auxois située dans le département de la Côte-d'Or en région Bourgogne-Franche-Comté.
Le Sinémurien a ensuite été amputé de sa partie inférieure lors de la création de l’étage Hettangien par le géologue suisse Eugène Renevier en 1864.
Le nom de Sinémurien provient de la forme latinisée de la commune de Semur-en-Auxois : Sinemurum castrum.

## Stratotype

### Stratotype historique
Le stratotype historique du Sinémurien défini par Alcide d'Orbigny couvrait la totalité du Lias inférieur, faisant suite à l'« Infralias ». D'Orbigny attribue ce nom à la formation géologique des « Calcaires à gryphées » de la région de Semur-en-Auxois, sans toutefois en spécifier un affleurement particulier. Ce n'est qu'en 1961 que les géologues français René Mouterde et Henri Tintant définiront des coupes de référence pour le stratotype du Sinémurien sur deux tranchées de la voie ferrée menant des Laumes à Avallon à l'ouest de Semur-en-Auxois.
Les calcaires à gryphées sont constitués de calcaires gris-bleu pluridécimétriques alternant avec des passées décimétriques de calcaires argileux et de marnes renfermant de très nombreuses « huîtres » fossiles de l'espèce Gryphaea arcuata.

### Stratotype, PSM
La limite entre l’Hettangien et le Sinémurien d'une part, et la partie supérieure du Sinémurien d'autre part, montrent des lacunes et des niveaux condensés sur la plupart des affleurements continentaux nord-européens,. La recherche du Point Stratotypique Mondial (PSM) pour la base du Sinémurien s’est donc focalisée sur des « sillons » (bassins très étroits) très subsidents de l’ouest de l’Angleterre, où la sédimentation est plus importante et continue.
Le Point Stratotypique Mondial (PSM), définissant la base du Sinémurien a été choisi dans des alternances de calcaires et d’argiles sur une falaise côtière, au nord du village de East Quantoxhead in Kilve (voir photo), 6 km à l'est de Watchet, dans le comté du Somerset en Angleterre (51° 11′ 27″ N, 3° 14′ 11″ O),,.
La commission stratigraphique internationale et l'Union internationale des sciences géologiques (UISG) ont ratifié ce point de référence mondial en août 2000,.
La définition de ce PSM est essentiellement basée sur l'étude des faunes d'ammonites comme c'est souvent le cas pour les étages jurassiques.
La base du Sinémurien est marquée par un renouvellement important des faunes d’ammonites. Le genre Schlotheimia, dominant à l’Hettangien, est remplacé par de nouveaux genres : Vermiceras et Metophioceras, appartenant à la famille des Arietitidae, qui prolifèrent rapidement.
Le PSM de la base de l'étage Pliensbachien, qui vient après le Sinémurien et en délimite le sommet, est également validé par l'UISG. L'étage sinémurien est donc ainsi officiellement encadré par deux PSM,.

## Subdivisions
Les ammonites constituent le principal groupe utilisé pour la biozonation de l'étage.
| Étage      | Sous-étage               | Zone         |
| ---------- | ------------------------ | ------------ |
| Sinémurien | supérieur = Lotharingien | Raricostatum |
| Sinémurien | supérieur = Lotharingien | Oxynotum     |
| Sinémurien | supérieur = Lotharingien | Obtusum      |
| Sinémurien | inférieur                | Turneri      |
| Sinémurien | inférieur                | Semicostatum |
| Sinémurien | inférieur                | Bucklandi    |

## Paléogéographieetfaciès
Parmi les affleurements célèbres du Sinémurien, on peut citer :
- les affleurements de Bourgogne dans la région du stratotype initial ;
- les falaises et l'estran sur la côte du Somerset anglais où est défini le PSM de la base du Sinémurien;
- les falaises et l'estran sur la côte du Yorkshire du Nord anglais ;
- les affleurements de la côte de la Manche dans le Dorset en Angleterre ;
- les affleurements dans le Jura souabe (sud de l'Allemagne) ; etc.
- la carrière de Romery Saint Laurent en France dans les Ardennes ; à l'origine en grande partie des pierres de construction de bâtiments de Charleville-Mézières

## Paléontologie
La faune d'ammonites est nombreuse et variée : Coroniceras, Arietites, Vermiceras, Metophioceras, Arnioceras, Agassiceras, Euagassiceras, Caenisites, Asteroceras, Aegasteroceras, Eparietites, Oxynoticeras, Echioceras, Leptechioceras, Paltechioceras, Gleviceras, etc.
Le « calcaire à gryphées » fournissant facilement des dalles, a été exploité pour la taille, notamment pour les murs de séparation de parcelles, les marches, les linteaux, les pierres de seuil et les dalles de sol.
Outre les nombreuses gryphées, la faune benthique se complète d'autres mollusques variés, de coraux, d'échinodermes, etc.